# Paper Doll
Paper Doll – piosenka napisana przez Johnny’ego S. Blacka w 1915 roku, ale opublikowana dopiero w 1930 roku. Utwór nagrany został przez jazzowo-popowy zespół wokalny The Mills Brothers i wydany w 1942 roku. Kompozycja przebojem stała się w 1943 roku.
W Stanach Zjednoczonych singiel z piosenką w wykonaniu afroamerykańskiego kwartetu The Mills Brothers dotarł do 1. miejsca listy przebojów czasopisma „Billboard” i utrzymywał się tam przez 12 tygodni (listopad 1943 – styczeń 1944).